# Август Беккер
Август Беккер (нім. August Becker; 27 квітня 1828, Клінгенмюнстер) — 23 березня 1891, Айзенах — німецький письменник.

## Коротка біографія

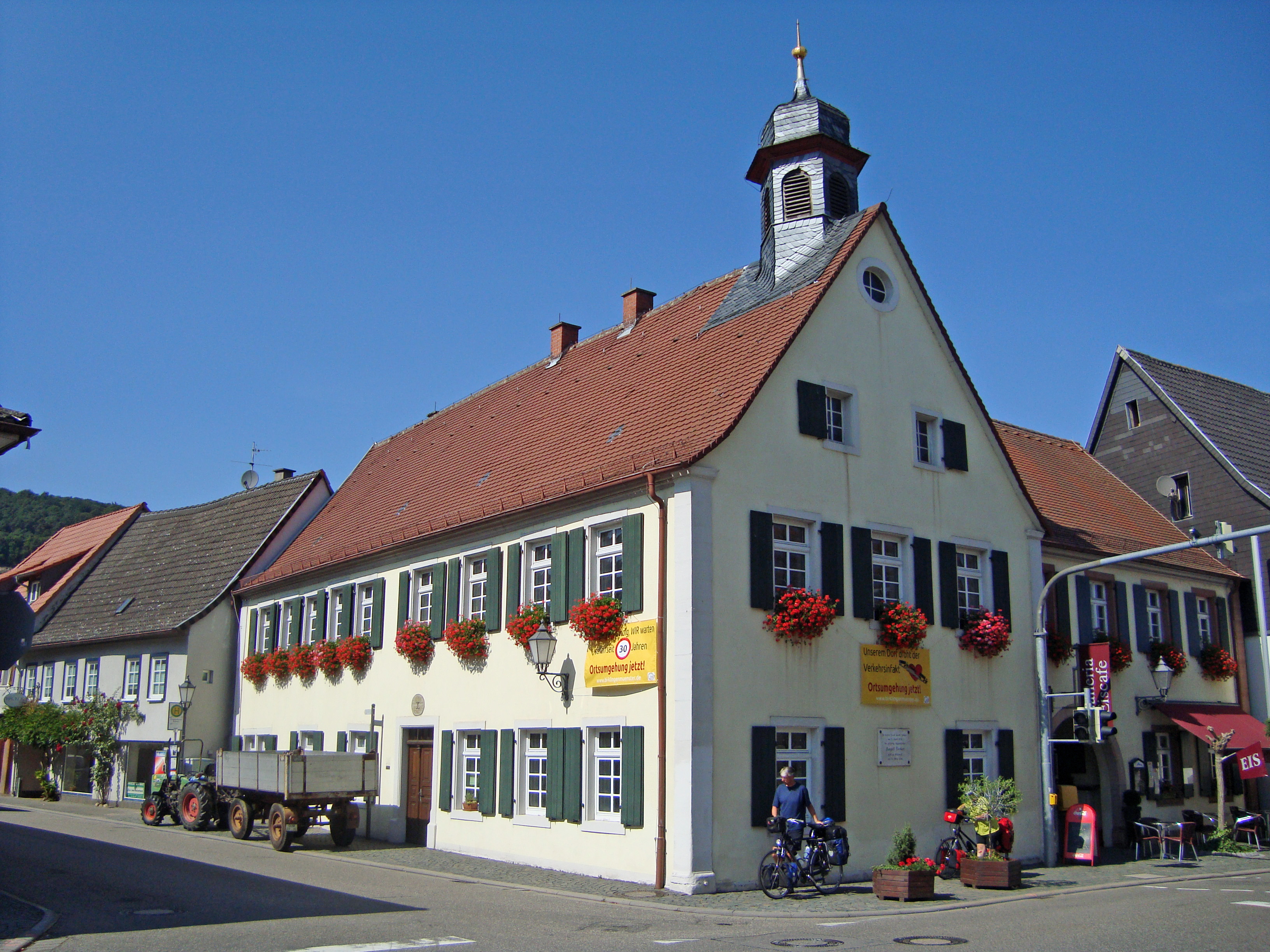
Будинок у Клінгенмюнстері, в якому народився Август Беккер

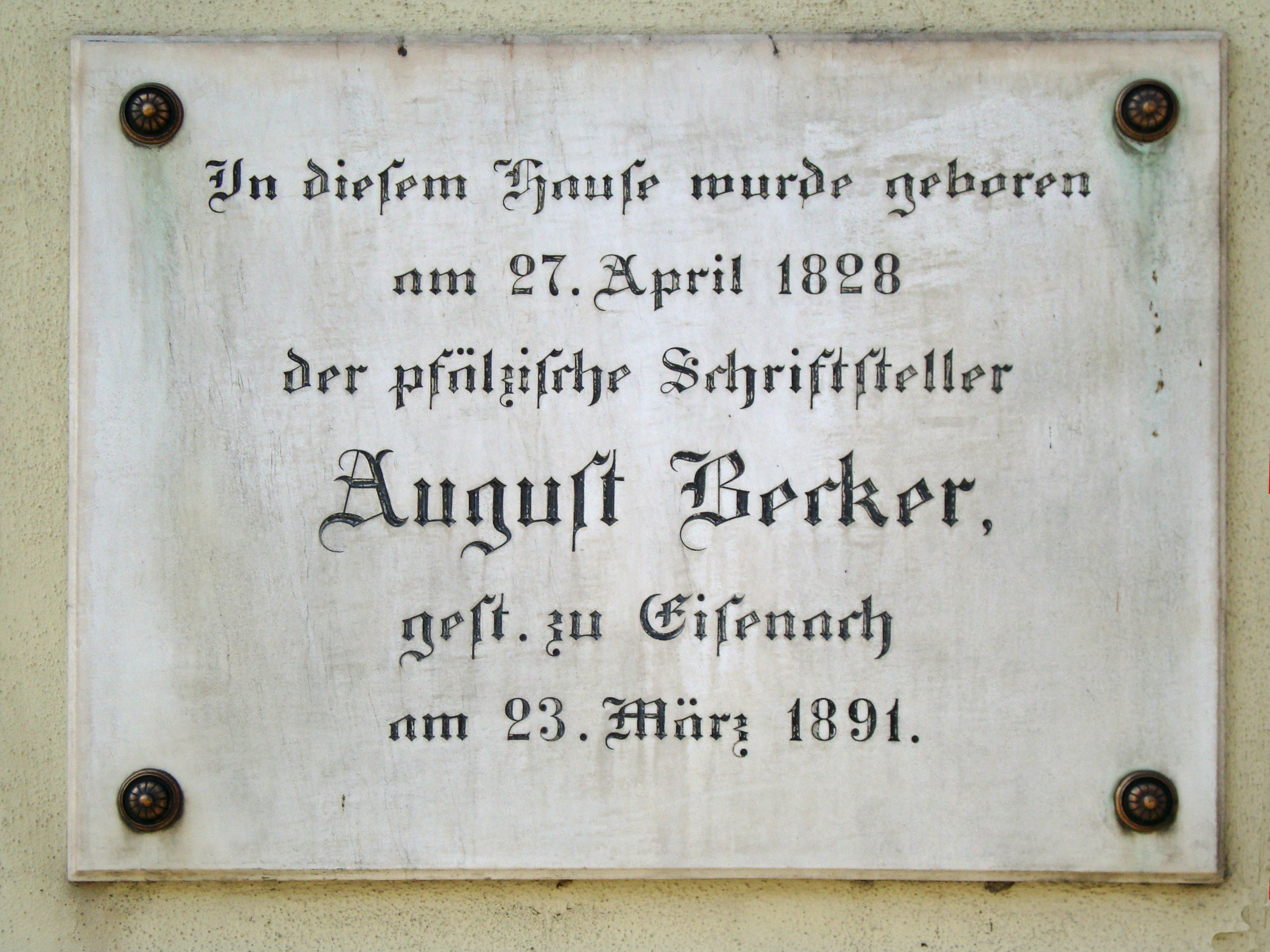
Пам'ятна дошка на домі, в якому народився Август Беккер

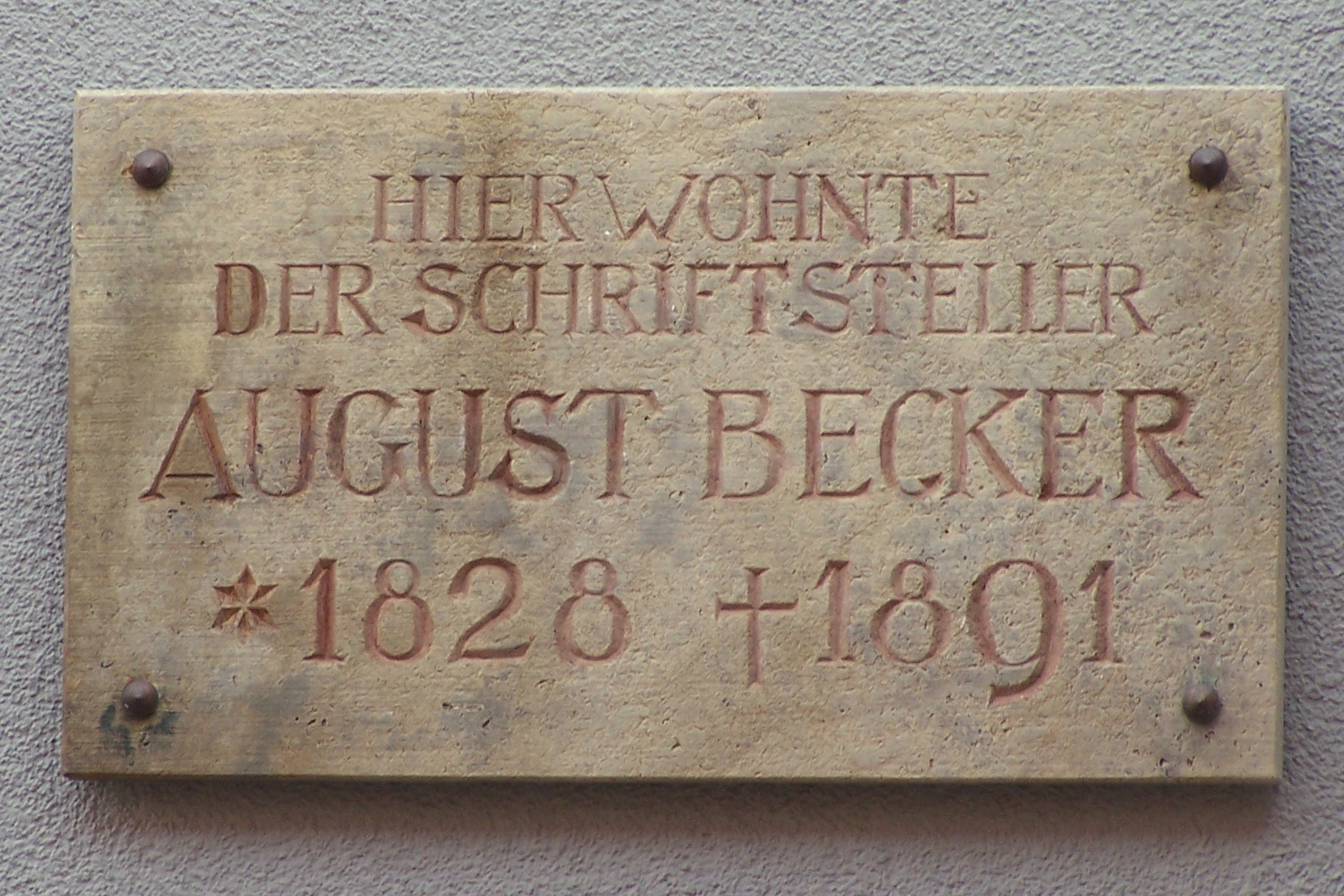
Пам'ятна дошка в Айзенаху, Шмельцерштрассе 18

Август Беккер народився 27 квітня 1828 р. в місцевості Клінгенмюнстер (Klingenmünster), Рейнланд-Пфальц у сім'ї шкільного лікаря. З восьми років він почав відвідувати школу в Бергцаберні, куди мусив ходити пішки. Це приблизно п'ять км. Після закінчення школи відвідував там підготовчий клас учительського училища, бо батьки хотіли, щоб він теж став учителем. Але ця професія не подобалась хлопцю і батьки погодилися відправити його до Мюнхена. Тут він приватно закінчив гімназіальну освіту і поступив до університету, де вивчав історію і етнографію. При незначній підтримці батька у скрутних матеріальних умовах ніколи не втрачав творчого запалу. Від писав краєзнавчі нариси, сільські історії зі своєї батьківщини для багатьох газет. Роман "Фрідель", написаний ним за чотири місяці у 1853 р., зробив його ім'я популярним. З романом "Пфальц і його мешканці" Август Беккер зробив ухил у бік публіцистики. У 1859 р. він став редактором газети "Ізар-Цайтунг", яка була органом ліберальної партії "великонімецького" спрямування й виходила до 1864 р. 
Він був одружений з Йоганною Фредерікою Луїзою Шойрлін (Iohanna Friedrike Luise Scheurlin), дочкою поета Георга Шойрліна. Після смерті його останки були поховані в Айзенаху, але пізніше ексгумовані на прохання дітей і доставлені в Клінгенмюнстер. Тут тут вони лежать і дотепер.

## Твори

### Романи
| - Jung-Friedel der Spielmann (1854) - "Молодий Фрідель, сурмач" - Novellen (1856) - "Новели" - Die Pfalz und die Pfälzer (topographisch-kulturhistorische Monographie; 1857) - "Пфальц і його мешканці" (краєзнавча монографія) - Des Rabbi Vermächtniß (1866) - "Заповіт рабина" - Hedwig. Ein Roman aus dem Wasgau (1868) - "Гедвіг. Роман з Васгау". - Das Thurmkätherlein. Roman aus dem Elsaß (1871) - "Легке похмілля у башті". Роман з Ельзасу. - Meine Schwester (1875) - "Моя сестра" | - Franz Staren (1878) - "Фран Старен" - Das alte Bild (1885) - "Стара картина" - Die Nonnensusel (1886) - "Сроска ченриці" - Eine Stimme (1887) - "Голос" - Die graue Jette (1891) "Сіра Єтті" - Hedwig - "Гедвіг" |

### Оповідання та історії
| - Aus Stadt und Dorf (1869) - "Місто і село" - Der Karfunkel (1870) - "Карбункул" - Der Nixenfischer (1872) - "Ловець русалок" - Maler Schönbart (1878) - "Маляр Шенбарт" - Auf Waldwegen (1881) - "З ліної дороги" - Geschichten und Märchen (1882) - "Малі історії та оповідання" | - Mignons Eiertanz (1882) - "Хитроща Міньйон" - Zwei Novellen (1883) - "Дві новели" - Willi (1885) - "Віллі" - Der Held von Guntersblum (1885) - "Герой з Гунтерсблюму" - Vor hundert Jahren (1891) - "Сто років тому" - Das Zigeunerstoffele - "Дурник циган" |